# One Nation Under a Groove
Pour les articles homonymes, voir One Nation.
Pour la chanson, voir One Nation Under a Groove (chanson).
Albums de Funkadelic
Hardcore Jollies
(1976) Uncle Jam Wants You
(1979)

One Nation Under a Groove est le dixième album de Funkadelic sorti chez Warner Bros en 1978, remastérisé en 2002 chez Priority Records.
One Nation Under a Groove est l'album le plus connu et reconnu du groupe américain. Il est considéré comme l'un des meilleurs albums de tous les temps, et comme l'un des plus influents des années 1970. Il mélange les styles : funk bien entendu, mais aussi rock, soul et rhythm and blues.
Ce fut le premier sur lequel a joué le clavieriste (et compositeur régulier) Junnie Morrison. Cet album marque aussi l'apogée de l'évolution du jeune Michael Hampton, alors âgé de 22 ans (il débuta avec Funkadelic à 17 ans en succédant à Eddie Hazel au poste de guitariste), en tant que maître de son instrument.
One Nation Under a Groove, ainsi que beaucoup des albums de Funkadelic, est un album concept. En l'occurrence, celui-ci traite de ce pouvoir qu'a le funk d'ouvrir les esprits, de faire danser les gens et de les rendre heureux. Cette doctrine pro-funk était déjà défendue dans les précédents albums, comme le Free Your Mind... And Your Ass Will Follow.
Son titre évocateur, coutumier des titres d'album du groupe de George Clinton, (cf. la liste des albums de Funkadelic sur l'article dédié au groupe), est tiré du fameux serment d'allégeance au drapeau des États-Unis, qui est récité notamment par les écoliers américains.
D'ailleurs, une des chansons de l'album, Grooveallegiance, reprend clairement la célèbre phrase de ce serment en la parodiant à la sauce Funkadelic : Pledge a groovallegiance to the funk, the United Funk of Funkadelica...
Philippe Manœuvre, le critique rock et rédacteur en chef de Rock & Folk, l'a placé parmi sa liste des "101 disques qui ont changé le monde". Le magazine Rolling Stone l'a quant à lui placé parmi les "500 meilleurs albums de tous les temps".

## Liste des morceaux
- Le LP original :

1. One Nation Under a Groove
 (Clinton, Morrison, Shider)
2. Grooveallegiance
 (Clinton, Morrison, Worrell)
3. Who Says a Funk Band Can't Play Rock?
 (Clinton, Morrison, Michael Hampton)
4. Promentalshitbackwashpsychosis Enema Squad (The Doo-Doo Chasers)
 (Clinton, Shider, Linda Brown)
5. Into You
 (Clinton, Collins, Morrison)
6. Cholly (Funk Getting Ready to Roll)
 (Clinton, Collins, Morrison)

- Bonus-EP :

1. Lunchmeatophobia (Think!...It Ain't Illegal Yet!)
 (Clinton, Worrell)
2. P.E. Squad/DooDoo Chasers (“Going All-The-Way Off” Instrumental version)
 (Clinton, Shider, Brown)
3. Maggot Brain (Live)
 (Clinton, Eddie Hazel)

En Europe et au Royaume-Uni, le Bonus-EP a été remplacé par un 45 tours bonus contenant 3 chansons de l'EP sur une face et une version longue de 'One Nation Under a Groove' sur l'autre.